# Ligne de Saint-Brieuc au Légué
La ligne de Saint-Brieuc au Légué est une ligne ferroviaire française à écartement standard et à voie unique non électrifiée. Elle forme un embranchement portuaire qui relie deux sites affectés au transport de la ville de Saint-Brieuc, que sont le port et la gare ferroviaire.

## Tracé
L'embranchement quitte la plateforme de la ligne de Paris-Montparnasse à Brest peu après la sortie de la gare en direction de Rennes. Par une large courbe sinueuse, elle traverse la ville et descend la vallée par une forte pente de 20 ‰. Après avoir traversé l'ancienne halte de Cesson et franchit la colline du même nom par un tunnel de 253 m, elle arrive à l'ancienne gare située sur le port du Légué. Au delà, elle était prolongée par des embranchements particuliers.

## Histoire
Le projet d'une ligne de chemin de fer « de Saint-Brieuc au bassin à flot du Légué » est classée dans le réseau d'intérêt général par la loi du 17 juillet 1879. La ligne numéro 68 du plan Freycinet est dénommée « ligne de Saint-Brieuc au Légué (Côtes-du-Nord) », elle est longue de 7 kilomètres.
La ligne est déclarée d'utilité publique par une loi le 31 janvier 1880. Elle est concédée à titre définitif par l'État à la Compagnie des chemins de fer de l'Ouest par une convention signée entre le ministre des Travaux publics et la compagnie le 17 juillet 1883. Cette convention est approuvée par une loi le 20 novembre suivant.
L'embranchement est établi par la Compagnie des chemins de fer de l'Ouest sur la ligne Paris-Montparnasse - Brest. Elle le met en service en 1887.
À partir de 1950 le trafic qui subit la concurrence de la route va aller en diminuant.
Les 28 et 29 mai 2005 la ligne retrouve un trafic voyageur pour le centenaire des Chemins de fer des Côtes-du-Nord. Les associations des chemins de fer des Côtes-du-Nord (ACFCdN) et Chemins de fer du Centre-Bretagne (CFCB) proposent des circulations touristiques et historiques avec les autorails X 3890 et X 2423 du CFCB.
En octobre 2008 la SNCF suspend le trafic fret.
En 2016, l'aiguille d'accès à la ligne a été supprimée. Cette dernière n'est donc plus reliée au RFN et plus aucune circulation n'est possible.
Une voie verte est par la suite en projet sur les emprises de la ligne.

## Infrastructures

### Gares
- Gare de Saint-Brieuc
- Halte de Cesson
- Gare du Légué

### Ouvrages d'art
- Tunnel de Cesson
- Pont des Courses : la voie passe au-dessus de la plateforme de la ligne Saint-Brieuc - Moncontour des chemins de fer des Côtes-du-Nord
- Viaduc ferroviaire du Gouédic : la voie passe sur ce viaduc, construit de 1860 à 1862 par V. Radenac[9], pour la ligne de Paris à Brest. La voie unique de la ligne Saint-Brieuc - Le Légué le franchit avant de quitter la plateforme de la ligne d'intérêt national.